# ビクトリア・デ・ロス・アンヘレス

ビクトリア・デ・ロス・アンヘレス

ビクトリア・デ・ロス・アンヘレス・ロペス・ガルシア（Victoria de los Ángeles López García 1923年11月1日 - 2005年1月15日）は、スペインのソプラノ歌手。英語のアルファベットにより、Victoria de los Angeles と表記されることが多い（例：『ガーディアン』、2005年1月17日付、訃報。）。

## 経歴
本名は Victoria de los Ángeles López García（Victoria de los Ángeles までがファースト・ネーム）。バルセロナ出身。幼少期より声楽とギターを習い始め、長じてリセウ高等音楽院に進んでピアノと声楽を学んでいる。1944年にバルセロナでリサイタルを開いてプロ・デビューを飾る。翌年にはリセオ歌劇場（リセウ大劇場）でモーツァルト『フィガロの結婚』の伯爵夫人役を歌ってオペラ歌手としてもデビューする事になるが、リセウ音楽院在籍中の1941年にはプッチーニ『ラ・ボエーム』のミミ役を歌うという形で舞台経験は既にあったようである。
その後1947年のジュネーヴ国際音楽コンクールで優勝して脚光を浴びるようになる。1948年にはBBC放送でファリャの『はかなき人生』のサルード役、1949年パリ・オペラ座でグノーの『ファウスト』マルグリート役を歌い、1950年にはザルツブルク音楽祭とコヴェント・ガーデンのロイヤル・オペラ・ハウス、ミラノ・スカラ座にデビューするなど国際的な大舞台で大活躍する日々を送る事になる。この年はニューヨークのカーネギー・ホールでリサイタルを開き、アメリカデビューも果たしている。
翌1951年の5月には『ファウスト』マルグリート役でメトロポリタン歌劇場にデビュー、1961年までほとんど毎年のように出演を続け、生地の歌劇場を除くとロス・アンヘレスがもっとも多く登場したオペラ・ハウスはメトロポリタンであろうと言われている。1957年にはウィーン国立歌劇場にもデビュー。
1961年にはバイロイト音楽祭に登場、この年と翌1962年にヴォルフガング・サヴァリッシュの指揮で『タンホイザー』を歌っているが、この頃からオペラ・ハウスとは少しずつ距離を置き始め、コンサート活動の方に軸足を移して行く事になる。この時代のリサイタル活動でもっとも有名な録音は1964年、ロンドン、ロイヤル・フェスティヴァル・ホールでのジェラルド・ムーアとの共演をライヴ録音した『イン・コンサート』である。
1992年、彼女の生地で開かれたバルセロナオリンピックの閉会式でカタルーニャ民謡『鳥の歌』を歌った。

## ディスコグラフィ

### オペラ全曲
- 『セビリアの理髪師』（1952年、HMV＝EMI）トゥリオ・セラフィン指揮ミラノ・スカラ座管弦楽団演奏：ロス・アンヘレス（ロジーナ）、ニコラ・モンティ（イタリア語版）（アルマヴィーヴァ伯爵）、ジーノ・ベーキ（フィガロ）、ニコラ・ロッシ＝レメーニ（ドン・バジリオ）
- 『道化師』（1953年、RCAビクター）レナート・チェリーニ指揮RCAビクター管弦楽団演奏：ユッシ・ビョルリング（カニオ）、ロス・アンヘレス（ネッダ）、レナード・ウォーレン（トニオ）、ロバート・メリル（シルヴィオ）
- 『はかなき人生』（1953年、HMV＝EMI）エルネスト・アルフテル指揮リセウ大劇場管弦楽団演奏：ロス・アンヘレス（サルー）、パブロ・シビル（カタルーニャ語版）（パコ）
- 『ファウスト』（1953年、HMV＝EMI）アンドレ・クリュイタンス指揮パリ・オペラ座管弦楽団演奏：ニコライ・ゲッダ（ファウスト）、ロス・アンヘレス（マルグリート）、ボリス・クリストフ（メフィストフェレス）、ジャン・ボルティル（フランス語版）（ヴァランタン）、ソランジュ・ミシェル（フランス語版）（マルト）
- 『蝶々夫人』（1954年、HMV＝EMI）ジャナンドレア・ガヴァッツェーニ指揮ローマ歌劇場管弦楽団演奏：ロス・アンヘレス（蝶々さん）、ジュゼッペ・ディ・ステファーノ（ピンカートン）、ティート・ゴッビ（シャープレス）、アンナ・マリア・カナーリ（スズキ）
- 『マノン』（1955年、HMV＝EMI）ピエール・モントゥー指揮オペラ＝コミック座管弦楽団演奏：ロス・アンヘレス（マノン）、アンリ・ルゲイ（フランス語版）（デ・グリュー）、ミシェル・ダン（フランス語版）（レスコー）、ジャン・ボルテール（デ・グリュー伯爵）、リリアーヌ・ベルトン（フランス語版）（プーセット）
- 『ラ・ボエーム』（1956年、RCAビクター）トーマス・ビーチャム指揮RCAビクター管弦楽団演奏：ユッシ・ビョルリング（ロドルフォ）、ロス・アンヘレス（ミミ）、ロバート・メリル（マルチェッロ）、ルシーン・アマーラ（英語版）（ムゼッタ）、ジョルジョ・トッツィ（英語版）（コッリーネ）
- 『ペレアスとメリザンド』（1956年、HMV＝EMI）アンドレ・クリュイタンス指揮フランス国立放送管弦楽団演奏：ジャック・ジャンセン（ペレアス）、ロス・アンヘレス（メリザンド）、ジェラール・スゼー（ゴロー）
- 『修道女アンジェリカ』（1957年、HMV＝EMI）トゥリオ・セラフィン指揮ローマ歌劇場管弦楽団演奏：ロス・アンヘレス（アンジェリカ）、フェドーラ・バルビエーリ（イタリア語版）（公爵夫人）
- 『シモン・ボッカネグラ』（1957年、HMV＝EMI）ガブリエーレ・サンティーニ指揮ローマ歌劇場管弦楽団演奏：ティート・ゴッビ（シモン）、ロス・アンヘレス（アメーリア）、ボリス・クリストフ（ヤーコボ）、ジュゼッペ・カンポーラ（イタリア語版）（ガブリエーレ）
- 『ファウスト』（1958年、HMV＝EMI）アンドレ・クリュイタンス指揮パリ・オペラ座管弦楽団演奏：ニコライ・ゲッダ（ファウスト）、ロス・アンヘレス（マルグリート）、ボリス・クリストフ（メフィストフェレス）、エルネスト・ブラン（ヴァランタン）、リリアーヌ・ベルトン（ジーベル）、リタ・ゴール（フランス語版）（マルト）
- 『ジャンニ・スキッキ』（1958年、HMV＝EMI）ガブリエーレ・サンティーニ指揮ローマ歌劇場管弦楽団演奏：ティート・ゴッビ（ジャンニ）、ロス・アンヘレス（ラウレッタ）、カルロ・デル・モンテ（リヌッチョ）
- 『カルメン』（1959年、HMV＝EMI）トーマス・ビーチャム指揮フランス国立放送管弦楽団演奏：ロス・アンヘレス（カルメン）、ニコライ・ゲッダ（ドン・ホセ）、ジャニーヌ・ミショー（ミカエラ）、エルネスト・ブラン（エスカミーリョ）
- 『椿姫』（1959年、HMV＝EMI）トゥリオ・セラフィン指揮ローマ歌劇場管弦楽団演奏：ロス・アンヘレス（ヴィオレッタ）、カルロ・デル・モンテ（アルフレード）、マリオ・セレーニ（ジョルジョ）
- 『蝶々夫人』（1959年、HMV＝EMI）ガブリエーレ・サンティーニ指揮ローマ歌劇場管弦楽団演奏：ロス・アンヘレス（蝶々さん）、ユッシ・ビョルリング（ピンカートン）、マリオ・セレーニ（シャープレス）、ミリアム・ピラッツィーニ（イタリア語版）（スズキ）
- 『カヴァレリア・ルスティカーナ』（1962年、HMV＝EMI）ガブリエーレ・サンティーニ指揮ローマ歌劇場管弦楽団演奏：ロス・アンヘレス（サントゥッツァ）、フランコ・コレッリ（トゥリッドゥ）、マリオ・セレーニ（アルフィオ）
- 『セビリアの理髪師』（1962年、HMV＝EMI）ヴィットリオ・グイ指揮ロイヤル・フィルハーモニー管弦楽団演奏：ロス・アンヘレス（ロジーナ）、ルイジ・アルヴァ（アルマヴィーヴァ伯爵）、セスト・ブルスカンティーニ（フィガロ）、カルロ・カーヴァ（ドン・バジリオ）
- 『ホフマン物語』（1964年、HMV＝EMI）アンドレ・クリュイタンス指揮パリ音楽院管弦楽団演奏：ニコライ・ゲッダ（ホフマン）、ジャンナ・ダンジェロ（英語版）（オランピア）、エリーザベト・シュヴァルツコップ（ジュリエッタ）、ロス・アンヘレス（アントニア）、ジョージ・ロンドン（コッペリウス）、エルネスト・ブラン（ダペルトゥット）
- 『はかなき人生』（1965年、HMV＝EMI）ラファエル・フリューベック・デ・ブルゴス指揮スペイン国立管弦楽団演奏：ロス・アンヘレス（サルー）、カルロ・コッスッタ（イタリア語版）（パコ）
- 『ディドとエネアス』（1965年、HMV＝EMI）ジョン・バルビローリ指揮イギリス室内管弦楽団演奏：ロス・アンヘレス（ディド）、ピーター・グロソップ（エネアス）、ヘザー・ハーパー（ベリンダ）
- 『ウェルテル』（1969年、HMV＝EMI）ジョルジュ・プレートル指揮パリ管弦楽団演奏：ニコライ・ゲッダ（ウェルテル）、ロス・アンヘレス（シャルロット）、マディ・メスプレ（ソフィー）
- 『狂えるオルランド（英語版）』（1977年、エラート）クラウディオ・シモーネ指揮イ・ソリスティ・ヴェネティ演奏：マリリン・ホーン（オルランド）、ロス・アンヘレス（アンジェリカ）、ルチア・ヴァレンティーニ＝テッラーニ（アルチーナ）